# 原口亮平
原口 亮平（はらぐち りょうへい、1878年（明治11年）4月14日 - 1951年（昭和26年）1月29日）は、日本の会計学者。神戸大学名誉教授。元兵庫県立神戸高等商業学校校長、元神戸商業大学学長事務代理。

## 略歴
兵庫県出身。旧制姫路中学校（現兵庫県立姫路西高等学校）を経て、1900年高等商業学校（現一橋大学）卒業。兵庫県立神戸高等商業学校校長、神戸商業大学（現神戸大学）教授、同大学学長事務代理をつとめ、退官後、名誉教授。

## 親族
- 賀集新九郎 - 義兄、実業家。元淡路交通鉄道線代表取締役[6]。
- 原口九萬 - 長男[3]、地質学者、理学博士。元山形大学理学部教授[7]。
- 竹原常太 - 英語学者。元神戸商業学校教授[8]。
- 賀集亮二 - 銀行家。元日本銀行岡山支店長[6]。
- 植松雅俊 - 子爵[6]。

## 著書
- 『応用銀行簿記例題』（水島銕也 と共著）同文館、1903年。
- 『高等利息算』宝文館、1919年。
- 『新編商業算術教科書 上巻』同文館、1922年。
- 『新編商業算術教科書 下巻』同文館、1922年。
- 『商学全集 第27巻 簿記学』千倉書房、1931年
- 『新撰商業計算表』同文館 1937
- 『経営学大系 第22 会計監査』千倉書房、1939年。
- 『現行会計法令類集』高陽書院、1940年。
- 『会計監査』千倉書房、1950年。